# Весієнь (Теленештський район)
Весієнь (рум. Văsieni) — село у Теленештському районі Молдови. Утворює окрему комуну.

## Населення
За даними перепису населення 2004 року у селі проживали 1279 осіб.
Національний склад населення села:
| Національність       | Кількість осіб | Відсоток   |
| -------------------- | -------------- | ---------- |
| молдавани румуни     | 1261 9         | 98,6% 0,7% |
| росіяни              | 5              | 0,4%       |
| українці             | 2              | 0,2%       |
| інша / без відповіді | 2              | 0,2%       |
| Всього               | 1279           | 100%       |